# Песни огненных лет
«Песни огненных лет» — советский музыкальный мультипликационный фильм 1971 года. Музыкальная композиция по песням о Гражданской войне.

## Сюжет
Посвящение в начале мультфильма:

Славной Советской Армии посвящается
Вариации на темы популярных песен времён Гражданской войны и советских песен о Гражданской войне на фоне рисованных мультипликационных сюжетов борьбы большевиков и русского народа против белогвардейского движения за установление Советской власти в России.

## Создатели
| авторы сценария                                               | Инесса Ковалевская, Ирина Крякова                                                                                            |
| композиторы                                                   | Владимир Кривцов, Евгений Ботяров                                                                                            |
| режиссёр                                                      | Инесса Ковалевская |
| художник-постановщик                                          | Ильдар Урманче |
| художники-мультипликаторы                                     | Виталий Бобров, Олег Сафронов, Светлана Скребнёва                                                                            |
| оператор                                                      | Елена Петрова |
| звукооператор                                                 | Владимир Кутузов |
| редактор                                                      | Аркадий Снесарев |
| монтажёр                                                      | Изабелла Герасимова |
| исполнители                                                   | Ольга Сорокина, Людмила Белобрагина, Дважды Краснознамённый имени А. В. Александрова ансамбль песни и пляски Советской Армии |
| Государственный симфонический оркестр кинематографии, дирижёр | Эмин Хачатурян |